# Kopalnia Węgla Kamiennego „Boże Dary”

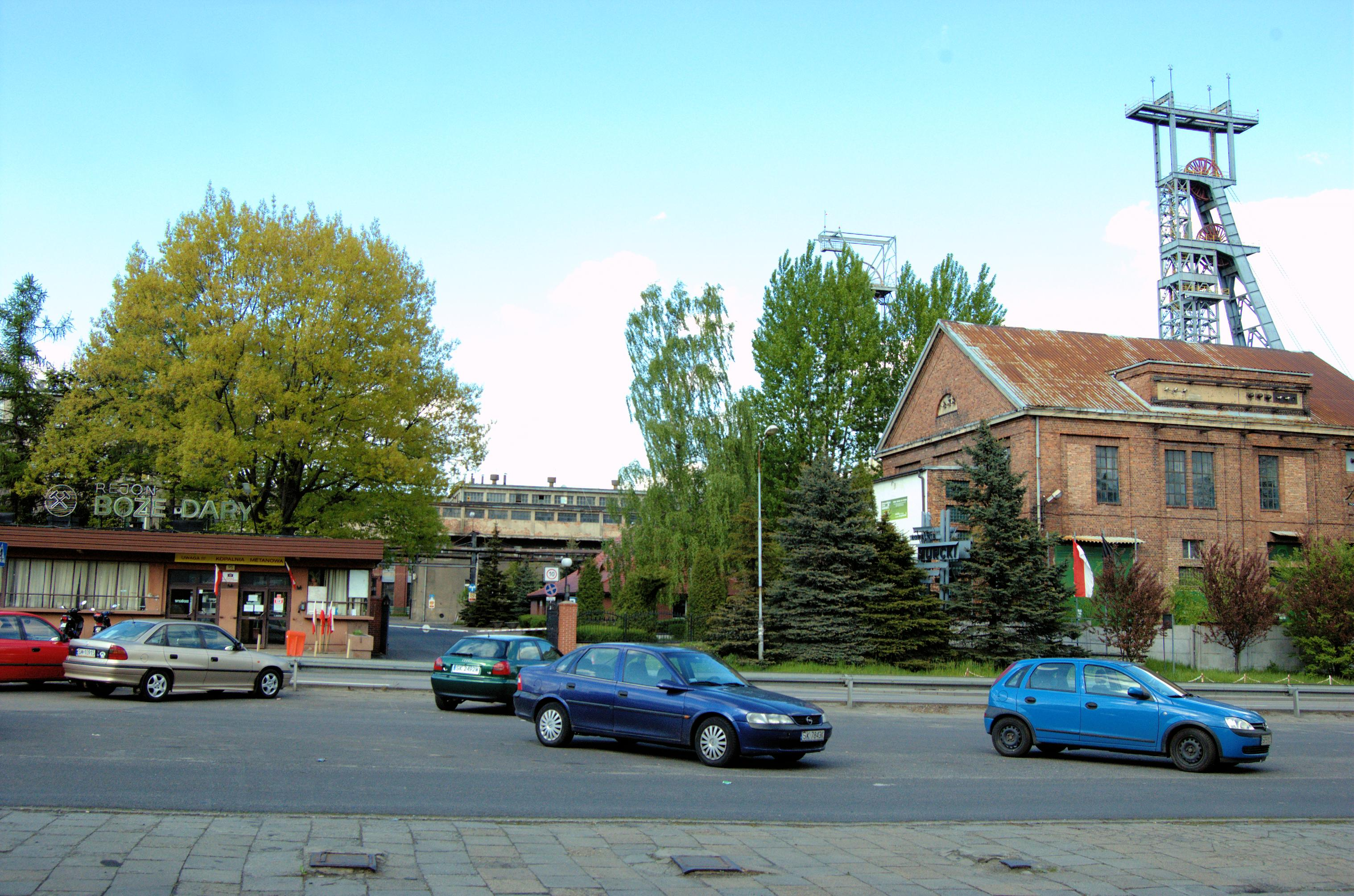
KWK Murcki − rejon „Boże Dary”

Kopalnia Węgla Kamiennego Boże Dary (do 1937 roku Böer) – kopalnia węgla kamiennego w Katowicach, która została założona w 1901 i działała jako samodzielny zakład do 1 stycznia 1976 roku. Zbudowana przez książąt pszczyńskich w latach 1901-1903, na ich terenach należących wówczas do terenu Podlesia, w pobliżu Kostuchny, w celu eksploatacji w innym miejscu pokładu Emanuel, tego samego, który eksploatowała przemysłowo od połowy XVIII w. inna kopalnia książąt, Emanuelssegen (Murcki).

## Historia
Budowana w latach 1901–1903 kopalnia już w 1902 roku rozpoczęła wydobycie. Nazwano ją Böer, na cześć inspektora górniczego (Bergasessor) nazwiskiem Böer. W 1913 roku kopalnia wydobyła 709 732 tony węgla. Wokół niej powstało osiedle górnicze o nazwie Böerschächte wzdłuż dzisiejszej ul. Tadeusza Boya-Żeleńskiego. Rozwój kolonii finansowany był przez przedsiębiorstwo, stanowiące przykład modelowej wówczas kolonii robotniczej. Do 1923 r. osiedle podlegało bezpośrednio administracji dworskiej książąt, a po dokonanej wtedy w II Rzeczypospolitej reformie włączono je do Kostuchny. W 1937 roku kopalni zmieniono nazwę na Boże Dary, zmieniono także nazwy szybów: Emanuel na Książę Maria, Książę na Harcerski, Hans Heinrich na Harcerski I. Wydobywała ona wówczas ok. 420 000 ton węgla.
Po nacjonalizacji kopalnię włączono do Mikołowskiego Zjednoczenia przemysłu węglowego, po reorganizacji, od 1 stycznia 1947, do Jaworznicko-Mikołowskiego ZPW. W 1947 do kopalni przyłączano kopalnię Murcki, zachowując nazwę Boże Dary, rok później ponownie je rozłączono. W 1970 r. kopalnia wydobyła 930 730 ton węgla. Wyczerpywanie się zasobów eksploatowanych przez kopalnię Murcki spowodowało, że od 1 stycznia 1976 r. połączono obie kopalnie. Formalnie Boże Dary włączono do kopalni Murcki, zachowując w ten sposób tradycje najstarszej prawdopodobnie kopalni węgla na Górnym Śląsku. Faktycznie kompleks wydobywczo-przetwórczy przeniesiono stopniowo na teren byłej już kopalni Boże Dary.
18 lipca 1956 roku miała tu miejsce największa katastrofa górnicza w historii KWK Boże Dary, w wyniku której śmierć poniosło 24 górników i ratowników górniczych. 1 grudnia 2006 r. w 50 rocznicę tej tragedii, w kaplicy św. Barbary na terenie kopalni odsłonięto pamiątkową tablicę upamiętniającą tamto wydarzenie.
1 lipca 2015 roku część kopalni została przejęta przez Spółkę Restrukturyzacji Kopalń w celu likwidacji tejże części, gdzie wydobycie węgla bardzo niskiej jakości stało się nieopłacalne. Przy KHW pozostaje część Bożych Darów, która jest potrzebna, by móc sięgnąć po złoża siodłowe, poniżej 1000 m. Obecni pracownicy, którzy nie skorzystali z odpraw zostaną przydzieleni do innych ruchów, jak np. Staszic czy Wujek.

## Pracownicy kopalni
W kopalni „Boże Dary” pracował m.in. jako rębacz późniejszy pisarz i aktor Jan Himilsbach, a także urzędnik Jan Filak.

## Obiekty zabytkowe
Budynki zespołu Kopalni Węgla Kamiennego „Murcki” − rejon „Boże Dary” zostały objęte ochroną konserwatorską; są to:
- budynek biurowy i cechowni,
- budynek rozdzielni,
- budynek dawnej kotłowni (obecnie warsztatowy),
- budynek dawnej łaźni,
- budynek związków zawodowych,
- dwa budynki warsztatowe,
- biura i warsztaty szybowe.